# Blastbeat
Ein Blastbeat ist eine Schlagzeug-Technik, die in unterschiedlichen Substilen des Punk (bspw. Hardcore, Crust- und Grindcore) und – davon beeinflusst – in Spielarten des Extreme Metal (besonders Thrash-, Black- und Death Metal) Anwendung findet.

## Technik
Sie besteht aus einer Reihe von Schlägen mit großer Trommel (Bassdrum), kleiner Trommel (Snare) und Becken (Hi-Hat/Ride), die im Klang gewöhnlich die Intensität eines Maschinengewehrs nachahmen sollen. Häufig wird dabei Doublebass-Spiel zur Intensivierung des Effekts eingesetzt.
Blastbeats werden gewöhnlich im Tempo von 180 bpm aufwärts, oft wesentlich schneller gespielt. Ein typischer Blastbeat besteht aus abwechselnd gespielten Sechzehntelnoten auf der Bassdrum und der Snare Drum, begleitet von Achtelschlägen auf einem Becken (für gewöhnlich Hi-Hat oder Ridebecken), parallel zur Bassdrum.
Durch das hohe Tempo und den häufigen Einsatz von Double Bass stellen präzise ausgeführte Blastbeats für Schlagzeuger zu Beginn eine große physische Belastung dar und erfordern somit viel Übung zur Beherrschung dieser Technik. Es gibt verschiedene Techniken, einen Blastbeat zu spielen. Eine Möglichkeit, einen schnellen Blastbeat zu spielen, ist, den Rebound, also den Rückschlag vom Fell, auszunutzen. Dabei kann man entweder aus dem Handgelenk spielen oder nur mit den Fingern.
Die Technik wird oft benutzt, um einen kraftvollen Abschluss zu erzeugen, kann aber auch oft die Grundlage oder den größten Teil eines ganzen Songs ausmachen. Der Blastbeat ist speziell im Death Metal, Black Metal und Grindcore verbreitet und gehört meist zu den prägenden Elementen für den aggressiven und schnellen Charakter dieser Musikrichtungen. Der Blastbeat ist ein grundlegender Bestandteil fast aller extremen Metal-Stile. Bands wie beispielsweise Napalm Death, Dying Fetus und Dark Funeral machen neben unzähligen anderen Bands ausgiebig von ihm Gebrauch.
Ein Beispiel für einen sehr einfach gehaltenen Blastbeat ist Transilvanian Hunger von der Black-Metal-Band Darkthrone, wo die große Trommel durchgehend gespielt wird und sich bei jedem ihrer Anschläge Hi-Hat und kleine Trommel abwechseln. Der repetitive Schlagzeugrhythmus im 4/4-Takt zieht sich durch das gesamte Lied.

Northern Hyperblast, typisches Schlagzeugmuster bei Kataklysm.

Die franko-kanadische Death-Metal-Band Kataklysm ist für ihren ganz eigenen Blastbeat-Stil bekannt, den sie selber Northern Hyperblast nennt. Die Bass-Drum- und Hi-Hat-Schläge werden dabei auf den Vierteln ausgeführt, die Snare-Drum-Schläge durchgehend auf Sechzehnteln. Im Fachjargon wird die dazu benötigte Technik auch als „One Handed Roll“ oder „Single Handed Roll“ bezeichnet und kann mit oder ohne Kontakt des Sticks zur Snare-Rim erfolgen.

## Herkunft
Als Wegbereiter der Technik werden u. a. Bands wie Asocial (Asocial Attack, 1982), Dirty Rotten Imbeciles (Dirty Rotten, 1983) und Heart Attack (From What I See, 1983) genannt. Infolge der Verschmelzung von Hardcore Punk mit Heavy Metal gelangte der Blastbeat in den Thrash Metal.
Bekannte Musiker, die den Blastbeat in ihrer Musik nutzen, gelten unter anderem Charlie Benante von Stormtroopers of Death, Mick Harris von Napalm Death und Eric Castro von Nausea. Die Bezeichnung Blastbeat tauchte erstmals um das Jahr 1985 auf, als Eric Castro, der Schlagzeuger der Band Majesty (der Vorgänger-Band von Nausea), sich das Pseudonym „Dr. Blastbeat“ gab.